# 2025-ös női labdarúgó-Európa-bajnokság
A 2025-ös UEFA női labdarúgó-Európa-bajnokság a női labdarúgó-Európa-bajnokság 14. kiírása, amelyet az UEFA szervezett Európa női válogatottjai számára. A versenysorozatot Svájcban rendezték 2025. július 2.– július 27. között.
A döntő mérkőzést a bázeli St. Jakob-Parkban játszották.
Az Eb-n a videóbírót (VAR), valamint a gólbíró-technológiát is alkalmazták. Először lesz jelen a félautomata lestechnológia (SAOT), valamint a csatlakoztatott labdatechnológia, melyek közös együttműködésével járulnak hozzá a mérkőzések eseményeinek gyorsabb megítélésében.
A győztes az UEFA–CONMEBOL női Finalissima kiírásán mérkőzik meg a 2025-ös Copa América Femenina győztesével.

## Helyszínek
A mérkőzéseket 8 város stadionjaiban rendezték:
| St. Jakob-Park                                     | Stadion Wankdorf | Stade de Genève  | Letzigrund          |
| Férőhely: 35 689                                   | Férőhely: 32 997 | Férőhely: 30 950 | Férőhely: 24 186    |
|                                                    |                  |                  |                     |
| Bázel Bern Genf Zürich St. Gallen Luzern Thun Sion |                  |                  |                     |
| St. Gallen                                         | Luzern           | Thun             | Sion                |
| Kybunpark                                          | Swissporarena    | Stockhorn Arena  | Stade de Tourbillon |
| Férőhely: 18 251                                   | Férőhely: 16 496 | Férőhely: 10 187 | Férőhely: 9 570     |
|                                                    |                  |                  |                     |

## Részt vevő csapatok

| Ország        | Hogyan kvalifikált      | Kvalifikáció időpontja | Részvételek száma | Edzőközpont                             | Szállás                               |
| ------------- | ----------------------- | ---------------------- | ----------------- | --------------------------------------- | ------------------------------------- |
| Svájc         | Rendező                 | 2023. április 4.       | 3                 | FC Dürrenast, Thun                      | Hotel Seepark, Thun                   |
| Németország   | 4. csoport győztese     | 2024. június 4.        | 12                | Sportzentrum Buchlern, Zürich           | FIVE Zurich, Zürich                   |
| Spanyolország | 2. csoport győztese     | 2024. június 4.        | 5                 | Stade Juan-Antonio-Samaranch, Lausanne  | Royal Savoy Hôtel & Spa, Lausanne     |
| Izland        | 4. csoport 2. helyezett | 2024. július 12.       | 5                 | Sportplatz Zelgli, Thun                 | Parkhotel Gunten, Gunten              |
| Dánia         | 2. csoport 2. helyezett | 2024. július 12.       | 11                | Stade des Buchilles, Boudry             | Hôtel Beaulac Neuchâtel, Neuchâtel    |
| Franciaország | 3. csoport győztese     | 2024. július 12.       | 8                 | Sportanlage Bützel, Thal                | Hotel Heiden, Heiden                  |
| Anglia        | 3. csoport 2. helyezett | 2024. július 16.       | 8                 | Sportanlage Au, Opfikon                 | Dolder Grand, Zürich                  |
| Olaszország   | 1. csoport győztese     | 2024. július 16.       | 8                 | Thermoplan Arena, Weggis                | Campus Hotel Hertenstein, Weggis      |
| Hollandia     | 1. csoport 2. helyezett | 2024. július 16.       | 8                 | Stadion Lachen, Thun                    | Belvédère Strandhotel, Spiez          |
| Portugália    | Pótselejtező győztese   | 2024. december 3.      | 3                 | Stade des Arbères, Meyrin               | Geneva Marriott Hotel, Genf           |
| Norvégia      | Pótselejtező győztese   | 2024. december 3.      | 13                | Stade des Chézards, Colombier           | Beau-Rivage Hôtel, Neuchâtel          |
| Finnország    | Pótselejtező győztese   | 2024. december 3.      | 5                 | Centre Sportif de Versoix, Versoix      | InterContinental Geneva, Genf         |
| Lengyelország | Pótselejtező győztese   | 2024. december 3.      | 1                 | Stadion Herti Allmend, Zug              | SeminarHotel am Ägerisee, Unterägeri  |
| Svédország    | Pótselejtező győztese   | 2024. december 3.      | 12                | Eizmoos, Cham                           | On Your Marks, Cham                   |
| Belgium       | Pótselejtező győztese   | 2024. december 3.      | 3                 | Stade Saint-Laurent, Saillon            | Les Bains de Saillon Hôtel, Saillon   |
| Wales         | Pótselejtező győztese   | 2024. december 3.      | 1                 | Sportanlage Güttingersreuti, Weinfelden | Wellneshotel Golfpanorama, Lipperswil |

## Csoportkör
A végleges menetrendet az UEFA 2023. december 2-án hagyta jóvá Hamburgban.
A csoportgyőztesek és a második helyezettek jutottak a negyeddöntőbe.
Sorrend meghatározása
Az Európa-bajnokság csoportjaiban a csapatokat pontok alapján rangsorolják  (a győzelem 3 pont, a döntetlen 1 pont, a vereség 0 pont). Ha két vagy több csapat a csoportmérkőzések után azonos pontszámmal áll, akkor a következő pontok alapján állapítják meg a sorrendet (a versenyszabályzat 18.01. és 18.02. cikke szerint):
1. több szerzett pont az azonosan álló csapatok közötti mérkőzéseken;
2. jobb gólkülönbség az azonosan álló csapatok közötti mérkőzéseken;
3. több szerzett gól az azonosan álló csapatok közötti mérkőzéseken;
4. ha az 1–3. pontok alapján a sorrend nem dönthető el, akkor az 1–3. pontokat újra kell alkalmazni kizárólag a továbbra is azonosan álló csapatok között játszott mérkőzésekre. Ha továbbra sem dönthető el a sorrend, akkor az 5–10. pontokat kell alkalmazni;
5. jobb gólkülönbség az összes csoportmérkőzésen;
6. több szerzett gól az összes csoportmérkőzésen;
7. ha két csapat a felsorolt első hét pont alapján holtversenyben áll úgy, hogy az utolsó csoportmérkőzést egymás ellen játsszák (azaz az utolsó csoportmérkőzés, amelyet egymás ellen lejátszottak, döntetlen lett, és a pontszámuk, összesített gólkülönbségük, az összes szerzett góljuk száma is azonos) és nincs harmadik csapat, amely velük azonos pontszámmal áll, akkor közöttük büntetőrúgások döntenek a sorrendről;
8. alacsonyabb fair play pontszám (1 pont egy sárga lapért, 3 pont két sárga lapot követő piros lapért, 3 pont egy azonnali piros lapért);
9. jobb UEFA-együttható a sorsoláskor.

Minden időpont helyi idő szerint értendő (CET).

### A csoport
| Hely. | Csapat     | M | Gy | D | V | G+ | G– | Gk | P | Továbbjutás                             |
| ----- | ---------- | - | -- | - | - | -- | -- | -- | - | --------------------------------------- |
| 1.    | Norvégia   | 3 | 3  | 0 | 0 | 8  | 5  | +3 | 9 | Továbbjut az egyenes kieséses szakaszba |
| 2.    | Svájc      | 3 | 1  | 1 | 1 | 4  | 3  | +1 | 4 | Továbbjut az egyenes kieséses szakaszba |
| 3.    | Finnország | 3 | 1  | 1 | 1 | 3  | 3  | 0  | 4 | Kiesett                                 |
| 4.    | Izland     | 3 | 0  | 0 | 3 | 3  | 7  | −4 | 0 | Kiesett                                 |

| 2025. július 2. 18:00 |

| Izland | 0–1               | Finnország |
| ------ | ----------------- | ---------- |
|        | (0–0) Jegyzőkönyv | Kosola 70' |

| Stockhorn Arena, Thun Nézőszám: 7 683 Játékvezető: Kulcsár Katalin (magyar) |

| 2025. július 2. 21:00 |

| Svájc      | 1–2               | Norvégia                  |
| ---------- | ----------------- | ------------------------- |
| Riesen 28' | (1–0) Jegyzőkönyv | Hegerberg 54' Stierli 58' |

| St. Jakob-Park, Bázel Nézőszám: 34 063 Játékvezető: Alina Peşu (román) |

| 2025. július 6. 18:00 |

| Norvégia                     | 2–1               | Finnország   |
| ---------------------------- | ----------------- | ------------ |
| Nyström 3' Graham Hansen 84' | (1–1) Jegyzőkönyv | Sevenius 32' |

| Stade de Tourbillon, Sion Nézőszám: 7 376 Játékvezető: Silvia Gasperotti (olasz) |

| 2025. július 6. 21:00 |

| Svájc                    | 2–0               | Izland |
| ------------------------ | ----------------- | ------ |
| Reuteler 76' Pilgrim 90' | (0–0) Jegyzőkönyv |        |

| Stadion Wankdorf, Bern Nézőszám: 29 658 Játékvezető: Marta Huerta de Aza (spanyol) |

| 2025. július 10. 21:00 |

| Finnország            | 1–1               | Svájc          |
| --------------------- | ----------------- | -------------- |
| Kuikka 79' (11-esből) | (0–0) Jegyzőkönyv | Xhemaili 90+2' |

| Stade de Genève, Genf Nézőszám: 26 388 Játékvezető: Stéphanie Frappart (francia) |

| 2025. július 10. 21:00 |

| Norvégia                       | 4–3               | Izland                                                       |
| ------------------------------ | ----------------- | ------------------------------------------------------------ |
| Gaupset 15' 26' Maanum 49' 76' | (2–1) Jegyzőkönyv | Jónsdóttir 6' Eiríksdóttir 84' Viggósdóttir 90+5' (11-esből) |

| Stockhorn Arena, Thun Nézőszám: 7 859 Játékvezető: Alina Peşu (román) |

### B csoport
| Hely. | Csapat        | M | Gy | D | V | G+ | G– | Gk  | P | Továbbjutás                             |
| ----- | ------------- | - | -- | - | - | -- | -- | --- | - | --------------------------------------- |
| 1.    | Spanyolország | 3 | 3  | 0 | 0 | 14 | 3  | +11 | 9 | Továbbjut az egyenes kieséses szakaszba |
| 2.    | Olaszország   | 3 | 1  | 1 | 1 | 3  | 4  | −1  | 4 | Továbbjut az egyenes kieséses szakaszba |
| 3.    | Belgium       | 3 | 1  | 0 | 2 | 4  | 8  | −4  | 3 | Kiesett                                 |
| 4.    | Portugália    | 3 | 0  | 1 | 2 | 2  | 8  | −6  | 1 | Kiesett                                 |

| 2025. július 3. 18:00 |

| Belgium | 0–1               | Olaszország |
| ------- | ----------------- | ----------- |
|         | (0–1) Jegyzőkönyv | Caruso 44'  |

| Stade de Tourbillon, Sion Nézőszám: 7 544 Játékvezető: Désirée Grundbacher (svájci) |

| 2025. július 3. 21:00 |

| Spanyolország                                             | 5–0               | Portugália |
| --------------------------------------------------------- | ----------------- | ---------- |
| González 2' 41' López 7' Putellas 43' Martín-Prieto 90+3' | (4–0) Jegyzőkönyv |            |

| Stadion Wankdorf, Bern Nézőszám: 29 520 Játékvezető: Iuliana Demetrescu (román) |

| 2025. július 7. 18:00 |

| Spanyolország                                                    | 6–2               | Belgium                        |
| ---------------------------------------------------------------- | ----------------- | ------------------------------ |
| Putellas 22' 86' Paredes 39' González 52' Caldentey 61' Pina 81' | (2–1) Jegyzőkönyv | Vanhaevermaet 24' Eurlings 50' |

| Stadion Wankdorf, Bern Nézőszám: 7 961 Játékvezető: Kulcsár Katalin (magyar) |

| 2025. július 7. 21:00 |

| Portugália | 1–1               | Olaszország |
| ---------- | ----------------- | ----------- |
| Gomes 89'  | (0–0) Jegyzőkönyv | Girelli 70' |

| Stade de Genève, Genf Nézőszám: 22 713 Játékvezető: Ivana Martinčić (horvát) |

| 2025. július 11. 21:00 |

| Olaszország  | 1–3               | Spanyolország                           |
| ------------ | ----------------- | --------------------------------------- |
| Oliviero 10' | (1–1) Jegyzőkönyv | Athenea 14' Guijarro 49' González 90+1' |

| Stadion Wankdorf, Bern Nézőszám: 29 644 Játékvezető: Iuliana Demetrescu (román) |

| 2025. július 11. 21:00 |

| Portugália     | 1–2               | Belgium                  |
| -------------- | ----------------- | ------------------------ |
| Encarnação 87' | (0–1) Jegyzőkönyv | Wullaert 3' Cayman 90+6' |

| Stade de Tourbillon, Sion Nézőszám: 7 515 Játékvezető: Tess Olofsson (svéd) |

### C csoport
| Hely. | Csapat        | M | Gy | D | V | G+ | G– | Gk | P | Továbbjutás                             |
| ----- | ------------- | - | -- | - | - | -- | -- | -- | - | --------------------------------------- |
| 1.    | Svédország    | 3 | 3  | 0 | 0 | 8  | 1  | +7 | 9 | Továbbjut az egyenes kieséses szakaszba |
| 2.    | Németország   | 3 | 2  | 0 | 1 | 5  | 5  | 0  | 6 | Továbbjut az egyenes kieséses szakaszba |
| 3.    | Lengyelország | 3 | 1  | 0 | 2 | 3  | 7  | −4 | 3 | Kiesett                                 |
| 4.    | Dánia         | 3 | 0  | 0 | 3 | 3  | 6  | −3 | 0 | Kiesett                                 |

| 2025. július 4. 18:00 |

| Dánia | 0–1               | Svédország    |
| ----- | ----------------- | ------------- |
|       | (0–0) Jegyzőkönyv | Angeldahl 55' |

| Stade de Genève, Genf Nézőszám: 17 319 Játékvezető: Edina Alves Batista (brazil) |

| 2025. július 4. 21:00 |

| Németország            | 2–0               | Lengyelország |
| ---------------------- | ----------------- | ------------- |
| Brand 52' Schüller 66' | (0–0) Jegyzőkönyv |               |

| Kybunpark, St. Gallen Nézőszám: 15 972 Játékvezető: Stéphanie Frappart (francia) |

| 2025. július 8. 18:00 |

| Németország                        | 2–1               | Dánia          |
| ---------------------------------- | ----------------- | -------------- |
| Nüsken 56' (11-esből) Schüller 66' | (0–1) Jegyzőkönyv | Vangsgaard 26' |

| St. Jakob-Park, Bázel Nézőszám: 34 165 Játékvezető: Catarina Campos (portugál) |

| 2025. július 8. 21:00 |

| Lengyelország | 0–3               | Svédország                              |
| ------------- | ----------------- | --------------------------------------- |
|               | (0–1) Jegyzőkönyv | Blackstenius 28' Asllani 52' Hurtig 77' |

| Swissporarena, Luzern Nézőszám: 14 176 Játékvezető: Maria Sole Ferrieri Caputi (olasz) |

| 2025. július 12. 21:00 |

| Svédország                                                    | 4–1               | Németország |
| ------------------------------------------------------------- | ----------------- | ----------- |
| Blackstenius 12' Holmberg 25' Rolfö 34' (11-esből) Hurtig 80' | (3–1) Jegyzőkönyv | Brand 7'    |

| Letzigrund, Zürich Nézőszám: 22 552 Játékvezető: Silvia Gasperotti (olasz) |

| 2025. július 12. 21:00 |

| Lengyelország                        | 3–2               | Dánia                 |
| ------------------------------------ | ----------------- | --------------------- |
| Padilla 13' Pajor 20' Wiankowska 76' | (2–0) Jegyzőkönyv | Thomsen 59' Bruun 83' |

| Swissporarena, Luzern Nézőszám: 14 213 Játékvezető: Olatz Rivera Olmedo (spanyol) |

### D csoport
| Hely. | Csapat        | M | Gy | D | V | G+ | G– | Gk  | P | Továbbjutás                             |
| ----- | ------------- | - | -- | - | - | -- | -- | --- | - | --------------------------------------- |
| 1.    | Franciaország | 3 | 3  | 0 | 0 | 11 | 4  | +7  | 9 | Továbbjut az egyenes kieséses szakaszba |
| 2.    | Anglia        | 3 | 2  | 0 | 1 | 11 | 3  | +8  | 6 | Továbbjut az egyenes kieséses szakaszba |
| 3.    | Hollandia     | 3 | 1  | 0 | 2 | 5  | 9  | −4  | 3 | Kiesett                                 |
| 4.    | Wales         | 3 | 0  | 0 | 3 | 2  | 13 | −11 | 0 | Kiesett                                 |

| 2025. július 5. 18:00 |

| Wales | 0–3               | Hollandia                           |
| ----- | ----------------- | ----------------------------------- |
|       | (0–1) Jegyzőkönyv | Miedema 45+3' Pelova 48' Brugts 57' |

| Swissporarena, Luzern Nézőszám: 14 147 Játékvezető: Frida Klarlund (dán) |

| 2025. július 5. 21:00 |

| Franciaország            | 2–1               | Anglia    |
| ------------------------ | ----------------- | --------- |
| Katoto 36' Baltimore 39' | (2–0) Jegyzőkönyv | Walsh 87' |

| Letzigrund, Zürich Nézőszám: 22 542 Játékvezető: Tess Olofsson (svéd) |

| 2025. július 9. 18:00 |

| Anglia                                | 4–0               | Hollandia |
| ------------------------------------- | ----------------- | --------- |
| James 22' 60' Stanway 45+2' Toone 67' | (2–0) Jegyzőkönyv |           |

| Letzigrund, Zürich Nézőszám: 22 600 Játékvezető: Edina Alves Batista (brazil) |

| 2025. július 9. 21:00 |

| Franciaország                                        | 4–1               | Wales        |
| ---------------------------------------------------- | ----------------- | ------------ |
| Mateo 8' Diani 45+1' (11-esből) Majri 53' Geyoro 63' | (2–1) Jegyzőkönyv | Fishlock 13' |

| Kybunpark, St. Gallen Nézőszám: 15 886 Játékvezető: Désirée Grundbacher (svájci) |

| 2025. július 13. 21:00 |

| Hollandia            | 2–5               | Franciaország                                                       |
| -------------------- | ----------------- | ------------------------------------------------------------------- |
| Pelova 26' Bacha 41' | (2–1) Jegyzőkönyv | Toletti 22' Katoto 61' Cascarino 64' 67' Karchaoui 90+2' (11-esből) |

| St. Jakob-Park, Bázel Nézőszám: 34 133 Játékvezető: Ivana Martinčić (horvát) |

| 2025. július 13. 21:00 |

| Anglia                                                                        | 6–1               | Wales    |
| ----------------------------------------------------------------------------- | ----------------- | -------- |
| Stanway 13' (11-esből) Toone 21' Hemp 30' Russo 44' Mead 72' Beever-Jones 89' | (4–0) Jegyzőkönyv | Cain 76' |

| Kybunpark, St. Gallen Nézőszám: 15 963 Játékvezető: Frida Klarlund (dán) |

## Egyenes kieséses szakasz
|  |                     |               |               |                     |   |             |                    |           |  |  |       |       |       |
|  | Negyeddöntők        | Negyeddöntők  | Negyeddöntők  |                     |   | Elődöntők   | Elődöntők          | Elődöntők |  |  | Döntő | Döntő | Döntő |
|  | Negyeddöntők        | Negyeddöntők  | Negyeddöntők  |                     |   | Elődöntők   | Elődöntők          | Elődöntők |  |  | Döntő | Döntő | Döntő |
|  | július 16. – Genf   |               |               |                     |   |             |                    |           |  |  |       |       |       |
|  |                     |               |               |                     |   |             |                    |           |  |  |       |       |       |
|  | A1                  | Norvégia      | 1             |                     |   |             |                    |           |  |  |       |       |       |
|  | A1                  | Norvégia      | 1             | július 22. – Genf   |   |             |                    |           |  |  |       |       |       |
|  | B2                  | Olaszország   | 2             |                     |   |             |                    |           |  |  |       |       |       |
|  | B2                  | Olaszország   | 2             |                     |   | Anglia      | Anglia             | 2         |  |  |       |       |       |
|  | július 17. – Zürich |               |               |                     |   | Anglia      | Anglia             | 2         |  |  |       |       |       |
|  |                     |               | Olaszország   | Olaszország         | 1 |             |                    |           |  |  |       |       |       |
|  | C1                  | Svédország    | Olaszország   | Olaszország         | 1 | 2 (2)       |                    |           |  |  |       |       |       |
|  | C1                  | Svédország    |               |                     |   | 2 (2)       | július 27. – Bázel |           |  |  |       |       |       |
|  | D2                  | Anglia        | 2 (3)         |                     |   |             |                    |           |  |  |       |       |       |
|  | D2                  | Anglia        | 2 (3)         | Anglia              |   |             |                    |           |  |  |       |       |       |
|  | július 18. – Bern   |               |               |                     |   |             |                    |           |  |  |       |       |       |
|  |                     |               | Spanyolország |                     |   |             |                    |           |  |  |       |       |       |
|  | B1                  | Spanyolország | 2             |                     |   |             |                    |           |  |  |       |       |       |
|  | B1                  | Spanyolország | 2             | július 23. – Zürich |   |             |                    |           |  |  |       |       |       |
|  | A2                  | Svájc         | 0             |                     |   |             |                    |           |  |  |       |       |       |
|  | A2                  | Svájc         | 0             |                     |   | Németország | Németország        | 0         |  |  |       |       |       |
|  | július 19. – Bázel  |               |               |                     |   | Németország | Németország        | 0         |  |  |       |       |       |
|  |                     |               | Spanyolország | Spanyolország       | 1 |             |                    |           |  |  |       |       |       |
|  | D1                  | Franciaország | Spanyolország | Spanyolország       | 1 | 1 (5)       |                    |           |  |  |       |       |       |
|  | D1                  | Franciaország |               |                     |   |             |                    |           |  |  |       |       |       |
|  | C2                  | Németország   | 1 (6)         |                     |   |             |                    |           |  |  |       |       |       |
|  | C2                  | Németország   | 1 (6)         |                     |   |             |                    |           |  |  |       |       |       |
|  |                     |               |               |                     |   |             |                    |           |  |  |       |       |       |

### Negyeddöntők
| 2025. július 16. 21:00 |

| Norvégia      | 1–2               | Olaszország     |
| ------------- | ----------------- | --------------- |
| Hegerberg 66' | (0–0) Jegyzőkönyv | Girelli 50' 90' |

| Stade de Genève, Genf Nézőszám: 26 276 Játékvezető: Stéphanie Frappart (francia) |

| 2025. július 17. 21:00 |

| Svédország                                                     | 2–2 (h. u.)       | Anglia                                          |
| -------------------------------------------------------------- | ----------------- | ----------------------------------------------- |
| Asllani 2' Blackstenius 25'                                    | (2–0) Jegyzőkönyv | Bronze 78' Agyemang 81'                         |
| Büntetőpárbaj                                                  |                   |                                                 |
| Angeldahl Zigiotti Olme Eriksson Björn Falk Jakobsson Holmberg | 2–3               | Russo James Mead Greenwood Kelly Clinton Bronze |

| Letzigrund, Zürich Nézőszám: 22 397 Játékvezető: Marta Huerta de Aza (spanyol) |

| 2025. július 18. 21:00 |

| Spanyolország        | 2–0               | Svájc |
| -------------------- | ----------------- | ----- |
| Athenea 66' Pina 71' | (0–0) Jegyzőkönyv |       |

| Stadion Wankdorf, Bern Nézőszám: 29 734 Játékvezető: Maria Sole Ferrieri Caputi (olasz) |

| 2025. július 19. 21:00 |

| Franciaország                                                    | 1–1 (h. u.)       | Németország                                     |
| ---------------------------------------------------------------- | ----------------- | ----------------------------------------------- |
| Geyoro 15' (11-esből)                                            | (1–1) Jegyzőkönyv | Nüsken 25'                                      |
| Büntetőpárbaj                                                    |                   |                                                 |
| Majri Karchaoui Malard Baltimore Jean-François N'Dongala Sombath | 5–6               | Minge Dallmann Knaak Däbritz Berger Bühl Nüsken |

| St. Jakob-Park, Bázel Nézőszám: 34 128 Játékvezető: Tess Olofsson (svéd) |

### Elődöntők
| 2025. július 22. 21:00 |

| Anglia                               | 2–1 (h. u.)       | Olaszország  |
| ------------------------------------ | ----------------- | ------------ |
| Agyemang 90+6' Kelly 119' (11-esből) | (0–1) Jegyzőkönyv | Bonansea 33' |

| Stade de Genève, Genf Nézőszám: 26 539 Játékvezető: Ivana Martinčić (horvát) |

| 2025. július 23. 21:00 |

| Németország | 0–1 (h. u.)       | Spanyolország |
| ----------- | ----------------- | ------------- |
|             | (0–0) Jegyzőkönyv | Bonmatí 113'  |

| Letzigrund, Zürich Nézőszám: 22 432 Játékvezető: Edina Alves Batista (brazil) |

### Döntő
| 2025. július 27. 18:00 |

| Anglia                                  | 1–1 (h. u.)       | Spanyolország                         |
| --------------------------------------- | ----------------- | ------------------------------------- |
| Russo 57'                               | (0–1) Jegyzőkönyv | Caldentey 25'                         |
| Büntetőpárbaj                           |                   |                                       |
| Mead Greenwood Charles Williamson Kelly | 3–1               | Guijarro Caldentey Bonmatí Paralluelo |

| St. Jakob-Park, Bázel Nézőszám: 34 203 Játékvezető: Stéphanie Frappart (francia) |

| A 2025-ös női labdarúgó-Európa-bajnokság győztese |
| ------------------------------------------------- |
| · Anglia · 2. cím                                 |

### Gólszerzők
4 gólos
- Esther González

3 gólos
- Stina Blackstenius
- Cristiana Girelli
- Alexia Putellas

2 gólos
- Michelle Agyemang
- Kosovare Asllani
- Jule Brand
- Mariona Caldentey
- Delphine Cascarino
- Athenea del Castillo
- Signe Gaupset
- Grace Geyoro
- Ada Hegerberg
- Lina Hurtig
- Lauren James
- Marie-Antoinette Katoto
- Frida Maanum
- Sjoeke Nüsken
- Victoria Pelova
- Clàudia Pina
- Alessia Russo
- Lea Schüller
- Georgia Stanway
- Ella Toone

1 gólos
- Filippa Angeldahl
- Sandy Baltimore
- Aggie Beever-Jones
- Barbara Bonansea
- Aitana Bonmatí
- Lucy Bronze
- Esmee Brugts
- Signe Bruun
- Hannah Cain
- Arianna Caruso
- Janice Cayman
- Kadidiatou Diani
- Hlín Eiríksdóttir
- Telma Encarnação
- Hannah Eurlings
- Jess Fishlock
- Diana Gomes
- Caroline Graham Hansen
- Patricia Guijarro
- Lauren Hemp
- Smilla Holmberg
- Sveindís Jane Jónsdóttir
- Sakina Karcahoui
- Chloe Kelly
- Katariina Kosola
- Vicky López
- Amel Majri
- Cristina Martín-Prieto
- Clara Mateo
- Beth Mead
- Vivianne Miedema
- Elisabetta Oliviero
- Natalia Padilla
- Ewa Pajor
- Irene Paredes
- Alayah Pilgrim
- Géraldine Reuteler
- Nadine Riesen
- Fridolina Rolfö
- Oona Sevenius
- Janni Thomsen
- Sandie Toletti
- Amalie Vangsgaard
- Justine Vanhaevermaet
- Glódís Perla Viggósdóttir
- Keira Walsh
- Martyna Wiankowska
- Tessa Wullaert

1 öngólos
- Selma Bacha ( Hollandia ellen)
- Eva Nyström ( Norvégia ellen)
- Julia Stierli ( Norvégia ellen)

### Díjazottak
A torna csapata
| Kapus          | Védő                                                  | Középpályás                                      | Csatár                               |
| -------------- | ----------------------------------------------------- | ------------------------------------------------ | ------------------------------------ |
| Hannah Hampton | Franziska Kett Elena Linari Irene Paredes Lucy Bronze | Alexia Putellas Patricia Guijarro Aitana Bonmatí | Chloe Kelly Alessia Russo Jule Brand |

Legjobb játékos
- Aitana Bonmatí

Legjobb fiatal játékos
- Michelle Agyemang

Gólkirálynő
- Esther González (4 gól)

Legszebb találat
- Delphine Cascarino (Hollandia ellen)

Az Európa-bajnokság 10 legszebb találata
| Helyezés | Játékos                | Mérkőzés            | Gól |
| -------- | ---------------------- | ------------------- | --- |
| 1        | Delphine Cascarino     | Hollandia ellen     | 3–2 |
| 2        | Caroline Graham Hansen | Finnország ellen    | 2–1 |
| 3        | Alexia Putellas        | Portugália ellen    | 3–0 |
| 4        | Jule Brand             | Lengyelország ellen | 1–0 |
| 5        | Cristiana Girelli      | Portugália ellen    | 1–0 |
| 6        | Aitana Bonmatí         | Németország ellen   | 1–0 |
| 7        | Athenea del Castillo   | Olaszország ellen   | 1–1 |
| 8        | Alessia Russo          | Spanyolország ellen | 1–1 |
| 9        | Clàudia Pina           | Belgium ellen       | 5–2 |
| 10       | Vivianne Miedema       | Wales ellen         | 1–0 |